# Lista monumentelor istorice din județul Cluj - T

Simbol utilizat pentru monumentele istorice

Lista monumentelor istorice din județul Cluj - T cuprinde monumentele istorice înscrise în Patrimoniul cultural național al României și aflate în localități din județul Cluj al căror nume începe cu litera T.
Lista completă este menținută și actualizată periodic de către Ministerul Culturii din România, prin intermediul Institutului Național al Patrimoniului, ultima versiune datând din 2015. Această listă cuprinde și actualizările ulterioare, realizate prin ordin al ministrului culturii.
Puteți căuta un monument din județul Cluj folosind formularul de mai jos sau puteți naviga prin toate monumentele din județ la lista monumentelor istorice din județul Cluj.
| Cod LMI                              | Denumire                                                                       | Localitate                                  | Localizare | Datare, Creatori                    | Imagine               | Erori             |
| ------------------------------------ | ------------------------------------------------------------------------------ | ------------------------------------------- | --- | ----------------------------------- | --------------------- | ----------------- |
| CJ-I-s-A-07204 (RAN: 56256.01)       | Așezare                                                                        | sat Tăușeni; comuna Bonțida                 | „Dealul Picuiești” 46.86102°N 23.92108°E | Preistorie                          | Încarcă foto \| video | Raportează eroare |
| CJ-I-s-A-07205 (RAN: 55589.01)       | Așezare                                                                        | sat Ticu-Colonie; comuna Aghireșu           | „Pe Deal” | Latène                              | Încarcă foto \| video | Raportează eroare |
| CJ-I-s-A-07206 (RAN: 59700.02)       | Situl arheologic de la Tritenii de Jos, punct „Valea Scroafei”                 | sat Tritenii de Jos; comuna Tritenii de Jos | „Valea Scroafei” 46.58606°N 23.98467°E | sec. II-III p. Chr., Epoca romană   | Încarcă foto \| video | Raportează eroare |
| CJ-I-m-B-07206.01                    | Villa rustica                                                                  | sat Tritenii de Jos; comuna Tritenii de Jos | „Valea Scroafei” | sec. II - III p. Chr.               | Încarcă foto \| video | Raportează eroare |
| CJ-I-m-B-07206.02                    | Necropolă                                                                      | sat Tritenii de Jos; comuna Tritenii de Jos | „Valea Scroafei” | sec. II - III p. Chr.               | Încarcă foto \| video | Raportează eroare |
| CJ-I-s-A-07207 (RAN: 59700.03)       | Villa rustica                                                                  | sat Tritenii de Jos; comuna Tritenii de Jos | „Țigăreni” 46.58314°N 24.01502°E | sec. II - III p. Chr.               | Încarcă foto \| video | Raportează eroare |
| CJ-I-s-A-07208 (RAN: 55268.01)       | Castrul legiunii V Macedonica de la Potaissa                                   | municipiul Turda                            | „Dealul Viilor-Cetății” 46.57027°N 23.7725°E | sec. II - III p. Chr.               | Alte imagini          | Raportează eroare |
| CJ-I-s-A-07209 (RAN: 55268.01)       | Necropolă                                                                      | municipiul Turda                            | „Dealul Viilor-Cetății” 46.57043°N 23.77253°E | Epoca romană                        | Încarcă foto \| video | Raportează eroare |
| CJ-I-s-A-07210 (RAN: 55268.02)       | Situl arheologic Potaissa                                                      | municipiul Turda                            | |                                     |                       | Raportează eroare |
| CJ-I-m-A-07210.01 (RAN: 55268.02.02) | Situl arheologic „Orașul medieval Turda”                                       | municipiul Turda                            | | Epoca medievală                     | Încarcă foto \| video | Raportează eroare |
| CJ-I-m-A-07210.02 (RAN: 55268.07.01) | Necropolă                                                                      | municipiul Turda                            | „Măzăriște” | Epoca medievală                     | Încarcă foto \| video | Raportează eroare |
| CJ-I-m-A-07210.03 (RAN: 55268.02.01) | Orașul roman Potaissa                                                          | municipiul Turda                            | | Epoca romană                        | Încarcă foto \| video | Raportează eroare |
| CJ-I-m-A-07210.04 (RAN: 55268.05)    | Așezare                                                                        | municipiul Turda                            | „Fântâna Sf. Ioan” 46.57417°N 23.78111°E | Epoca romană                        | Încarcă foto \| video | Raportează eroare |
| CJ-I-m-A-07210.05 (RAN: 55268.03.01) | Necropolă                                                                      | municipiul Turda                            | Dealurile „Zânelor” și „Suia” 46.56393°N 23.74973°E | Epoca romană                        | Încarcă foto \| video | Raportează eroare |
| CJ-I-m-A-07210.06 (RAN: 55268.04.01) | Necropolă                                                                      | municipiul Turda                            | „Râtul Sânmihăienilor”, „Cărămizi”, „Uzina de apă” 46.56°N 23.77583°E | Epoca romană                        | Încarcă foto \| video | Raportează eroare |
| CJ-I-m-A-07210.07 (RAN: 55268.14.01) | Necropolă                                                                      | municipiul Turda                            | „Drumul Bădenilor”, „Bodoc” 46.55917°N 23.77472°E | Epoca romană                        | Încarcă foto \| video | Raportează eroare |
| CJ-I-s-A-07211 (RAN: 55268.06)       | Așezare                                                                        | municipiul Turda                            | „Lișca” 46.53444°N 23.81444°E | Epoca romană                        | Încarcă foto \| video | Raportează eroare |
| CJ-I-s-A-07212 (RAN: 59773.01)       | Situl arheologic de la Tureni, punct „La Furci”                                | sat Tureni; comuna Tureni                   | „La Furci” |                                     | Încarcă foto \| video | Raportează eroare |
| CJ-I-m-A-07212.01 (RAN: 59773.01.06) | Așezare                                                                        | sat Tureni; comuna Tureni                   | „La Furci” 46.60305°N 23.70722°E | Epoca medievală                     | Încarcă foto \| video | Raportează eroare |
| CJ-I-m-A-07212.02 (RAN: 59773.01.05) | Așezare                                                                        | sat Tureni; comuna Tureni                   | „La Furci” 46.60305°N 23.70722°E | Epoca migrațiilor                   | Încarcă foto \| video | Raportează eroare |
| CJ-I-m-A-07212.03 (RAN: 59773.01.04) | Așezare                                                                        | sat Tureni; comuna Tureni                   | „La Furci” 46.60305°N 23.70722°E | sec. II - III p. Chr., Epoca romană | Încarcă foto \| video | Raportează eroare |
| CJ-I-m-A-07212.04 (RAN: 59773.01.03) | Așezare                                                                        | sat Tureni; comuna Tureni                   | „La Furci” 46.60305°N 23.70722°E | Latène                              | Încarcă foto \| video | Raportează eroare |
| CJ-I-m-A-07212.05 (RAN: 59773.01.02) | Așezare                                                                        | sat Tureni; comuna Tureni                   | „La Furci” 46.60305°N 23.70722°E | Hallstatt                           | Încarcă foto \| video | Raportează eroare |
| CJ-I-m-A-07212.06 (RAN: 59773.01.01) | Așezare                                                                        | sat Tureni; comuna Tureni                   | „La Furci” 46.60305°N 23.70722°E | Epoca bronzului                     | Încarcă foto \| video | Raportează eroare |
| CJ-I-m-A-07212.07 (RAN: 59773.01.07) | Necropolă tumulară                                                             | sat Tureni; comuna Tureni                   | „La Furci” 46.60305°N 23.70722°E | Preistorie                          | Încarcă foto \| video | Raportează eroare |
| CJ-I-s-B-07213 (RAN: 59773.02)       | Situl arheologic de la Tureni, punct „Svona”                                   | sat Tureni; comuna Tureni                   | „Svona” |                                     | Încarcă foto \| video | Raportează eroare |
| CJ-I-m-B-07213.01 (RAN: 59773.02.03) | Așezare                                                                        | sat Tureni; comuna Tureni                   | „Svona” 46.62868°N 23.7084°E | Epoca medievală                     | Încarcă foto \| video | Raportează eroare |
| CJ-I-m-B-07213.02 (RAN: 59773.02.02) | Așezare                                                                        | sat Tureni; comuna Tureni                   | „Svona” 46.62868°N 23.7084°E | Epoca migrațiilor                   | Încarcă foto \| video | Raportează eroare |
| CJ-I-m-B-07213.03 (RAN: 59773.02.01) | Așezare                                                                        | sat Tureni; comuna Tureni                   | „Svona” 46.62868°N 23.7084°E | Preistorie                          | Încarcă foto \| video | Raportează eroare |
| CJ-I-s-B-07214 (RAN: 59773.04)       | Așezare                                                                        | sat Tureni; comuna Tureni                   | Centrul localității | Preistorie                          | Încarcă foto \| video | Raportează eroare |
| CJ-I-s-B-20243 (RAN: 59773.03)       | Situl arheologic de la Tureni, punct „Dealul Ghincenghe”                       | sat Tureni; comuna Tureni                   | „Dealul Ghincenghe” 46.61666°N 23.66667°E |                                     | Încarcă foto \| video | Raportează eroare |
| CJ-I-m-B-20243.01 (RAN: 59773.03.01) | Așezare                                                                        | sat Tureni; comuna Tureni                   | „Dealul Ghincenghe” 46.61666°N 23.66667°E | Preistorie                          | Încarcă foto \| video | Raportează eroare |
| CJ-I-m-B-20243.02                    | Tumuli                                                                         | sat Tureni; comuna Tureni                   | „Dealul Ghincenghe” | Preistorie                          | Încarcă foto \| video | Raportează eroare |
| CJ-II-m-B-07778 (RAN: 57733.01)      | Biserica de lemn „Sf. Arhangheli Mihail și Gavriil”                            | sat Tăuți; comuna Florești                  | 47 | sec. XIX                            | Alte imagini          | Raportează eroare |
| CJ-II-m-B-07779 (RAN: 59577.01)      | Biserica de lemn „Sf. Arhangheli Mihail și Gavriil”                            | sat Târgușor; comuna Sânmartin              | 70 | sec. XVII                           | Alte imagini          | Raportează eroare |
| CJ-II-m-B-07780 (RAN: 55570.01)      | Biserica de lemn „Sf. Arhangheli Mihail și Gavriil”                            | sat Ticu; comuna Aghireșu                   | 14 | 1641                                | Alte imagini          | Raportează eroare |
| CJ-II-m-B-07781 (RAN: 55589.02)      | Biserica de lemn „Sf. Varvara”                                                 | sat Ticu-Colonie; comuna Aghireșu           | 78 46.92078°N 23.23295°E | 1735                                | Alte imagini          | Raportează eroare |
| CJ-II-a-B-07782                      | Ansamblul bisericii reformate                                                  | sat Tiocu de Jos; comuna Cornești           | 12 47.0576°N 23.66012°E | sec. XIV - XVIII                    | Alte imagini          | Raportează eroare |
| CJ-II-m-B-07782.01                   | Biserica reformată                                                             | sat Tiocu de Jos; comuna Cornești           | 12 | sec. XIV                            | Încarcă foto \| video | Raportează eroare |
| CJ-II-m-B-07782.02                   | Clopotnița bisericii reformate                                                 | sat Tiocu de Jos; comuna Cornești           | 12 | sec. XVIII - XIX                    | Încarcă foto \| video | Raportează eroare |
| CJ-II-m-B-07783 (RAN: 57528.01)      | Biserica reformată                                                             | sat Tiocu de Sus; comuna Cornești           | 71 47.07733°N 23.6466°E | sec. XIII-XV                        | Alte imagini          | Raportează eroare |
| CJ-II-m-B-07784 (RAN: 57537.03)      | Biserica ortodoxă                                                              | sat Tioltiur; comuna Cornești               | 134 A | sec. XVI - XVIII                    | Încarcă foto \| video | Raportează eroare |
| CJ-II-m-B-07785 (RAN: 57537.02)      | Biserica de lemn „Sf. Arhangheli Mihail și Gavriil”                            | sat Tioltiur; comuna Cornești               | 145 47.01186°N 23.71512°E | 1800                                | Alte imagini          | Raportează eroare |
| CJ-II-m-B-07787                      | Fabrica de Bere                                                                | municipiul Turda                            | 46.56435°N 23.77925°E | 1756-1814, extinsă 1880-1911        |                       | Raportează eroare |
| CJ-II-a-B-21097                      | Ansamblul „Calea ferată îngustă Turda-Abrud”, tronsonul aferent județului Cluj | municipiul Turda                            | |                                     |                       | Raportează eroare |
| CJ-II-m-B-21097.01                   | Turda gară                                                                     | municipiul Turda                            | |                                     | Încarcă foto \| video | Raportează eroare |
| CJ-II-m-B-21097.02                   | Turda casă fost dormitor                                                       | municipiul Turda                            | |                                     | Încarcă foto \| video | Raportează eroare |
| CJ-II-m-B-21097.03                   | Turda depozit de ulei                                                          | municipiul Turda                            | |                                     | Încarcă foto \| video | Raportează eroare |
| CJ-II-s-B-07797                      | Ansamblu urban                                                                 | municipiul Turda                            | Zona delimitată de: limita de parcelă din str. Avram Iancu nr. 10 și 12, fundul de parcelă din str. Avram Iancu nr. 10-2, str. Castanilor frontul Nordic, str. Axente Sever frontul estic, str. Gheorghe Lazăr frontul estic, Gelu frontul estic, pârâul Racilor între str. Gelu și piața 1 Decembrie, fundul de parcelă din piața 1 Decembrie frontul estic, fundul de parcelă din piața 1 Decembrie frontul vestic până la pârâul Racilor, pârâul Racilor malul drept între piața 1 Decembrie și str. M. Eminescu, pârâul Racilor malul drept, de la str. M. Eminescu până la fundul de parcelă din str. Avram Iancu nr. 9, limita de parcelă din str. Avram Iancu nr. 9 și 11 46.57456°N 23.78623°E | sec. XVIII - XIX                    |                       | Raportează eroare |
| CJ-II-m-B-07788                      | Prefectura veche                                                               | municipiul Turda                            | Piața 1 Decembrie 1918 46.5686°N 23.78616°E | 1884-1886 Halmai Andor (arhitect)   | Alte imagini          | Raportează eroare |
| CJ-II-m-B-21086                      | Casa rurală                                                                    | municipiul Turda                            | Piața 1 Decembrie 1918 nr. 5 |                                     |                       | Raportează eroare |
| CJ-II-m-B-07789 (RAN: 55268.17)      | Biserica reformată „Turda Nouă”                                                | municipiul Turda                            | Str. Basarabiei 12 46.57999°N 23.77263°E | 1504                                | Alte imagini          | Raportează eroare |
| CJ-II-m-B-07790 (RAN: 55268.18)      | Biserica reformată                                                             | municipiul Turda                            | Str. Câmpiei 57 46.5607°N 23.8299°E | sec. XV                             | Alte imagini          | Raportează eroare |
| CJ-II-m-B-07791                      | Casă                                                                           | municipiul Turda                            | Str. Coșbuc George 12 | înc. sec. XX                        |                       | Raportează eroare |
| CJ-II-m-B-07792                      | Casă                                                                           | municipiul Turda                            | Str. Coșbuc George 13 | înc. sec. XX                        |                       | Raportează eroare |
| CJ-II-m-A-07793 (RAN: 55268.11)      | Biserica reformată „Turda Veche”                                               | municipiul Turda                            | Str. Hașdeu Petriceicu Bogdan 1 46.57162°N 23.78519°E | sec. XV                             | Alte imagini          | Raportează eroare |
| CJ-II-m-A-07794 (RAN: 55268.13)      | Palatul voievodal, azi Muzeul de Istorie Turda                                 | municipiul Turda                            | Str. Hașdeu Petriceicu Bogdan 2 46.57305°N 23.78479°E | sec. XV - XVI                       | Alte imagini          | Raportează eroare |
| CJ-II-m-B-07795 (RAN: 55268.15)      | Ruinele cetății Turda                                                          | municipiul Turda                            | Str. Mircea Vodă 4 46.57122°N 23.78521°E | sec. XIV - XV                       | Alte imagini          | Raportează eroare |
| CJ-II-m-B-07796 (RAN: 55268)         | Casa parohială a bisericii reformate                                           | municipiul Turda                            | Str. Rațiu Ioan, doctor 44 | sec. XVIII                          | Alte imagini          | Raportează eroare |
| CJ-II-m-B-07798                      | Casă                                                                           | municipiul Turda                            | Piața Republicii 7 | înc. sec. XX                        |                       | Raportează eroare |
| CJ-II-m-B-07799                      | Casă                                                                           | municipiul Turda                            | Piața Republicii 15 | 1901-1902                           |                       | Raportează eroare |
| CJ-II-m-A-07800 (RAN: 55268.16)      | Biserica romano-catolică                                                       | municipiul Turda                            | Piața Republicii 54 46.57457°N 23.78489°E | 1498-1504                           | Alte imagini          | Raportează eroare |
| CJ-II-m-A-07801                      | Salina Turda                                                                   | municipiul Turda                            | Str. Salinelor 3 46.57656°N 23.79458°E | sec. XVIII                          | Alte imagini          | Raportează eroare |
| CJ-II-m-B-07802 (RAN: 57993.01)      | Conacul Banffy                                                                 | sat Turea; comuna Gârbău                    | 14 46.84947°N 23.35242°E | sec. XVII                           |                       | Raportează eroare |
| CJ-III-m-B-07823                     | Bustul doctorului Ioan Rațiu                                                   | municipiul Turda                            | Piața 1 Decembrie 1918 | 1929 Cornel Medrea (artist)         | Încarcă foto \| video | Raportează eroare |
| CJ-III-m-B-07824                     | Monumentul reuniunii „Sfânta Maria”                                            | municipiul Turda                            | Str. Iancu Avram | 1933                                |                       | Raportează eroare |
| CJ-III-m-B-07825                     | Statuia Lupa Capitolina (copie)                                                | municipiul Turda                            | Str. Iorga Nicolae 46.56496°N 23.77983°E | 1936                                |                       | Raportează eroare |
| CJ-IV-m-B-07866                      | Casa în care a stat pentru o scurtă perioadă Petőfi Sándor                     | municipiul Turda                            | Str. Rațiu Ioan Dr. 44 | înc. sec. XIX                       | Alte imagini          | Raportează eroare |
| CJ-IV-m-B-07867                      | Casa în care a locuit dr. Ioan Rațiu                                           | municipiul Turda                            | Str. Rațiu Ioan Dr. 71 | mijl. sec. XIX                      |                       | Raportează eroare |